# Куроедов, Алексей Юрьевич
Алексе́й Ю́рьевич Курое́дов (род. 21 апреля 1974, Троицк, Московская область, РСФСР) — старший сержант (по состоянию на осень 1993 года), Герой Российской Федерации (1993).

## Биография
Родился 21 апреля 1974 года в городе Троицке Подольского района Московской области (ныне — в черте Москвы). Окончил среднюю школу.
Особо отличился во время событий октября 1993 года в Москве, во время которых он являлся заместителем командира взвода разведывательной роты 1-го гвардейского мотострелкового полка 2-й гвардейской мотострелковой дивизии.
Указом Президента Российской Федерации от 7 октября 1993 года старший сержант Алексей Куроедов был удостоен высокого звания Героя Российской Федерации с вручением медали «Золотая Звезда» за номером 32.